# HD 20868 b
HD 20868 b est une exoplanète orbitant autour de l'étoile HD 20868 (Intan). Elle a été découverte en 2008.
Le nom Baiduri (« opale » en langue malaise) lui est attribué en 2019 dans le cadre de la campagne NameExoWorlds.